# Біллі Лідделл
Біллі Лідделл (англ. Billy Liddell, нар. 10 січня 1922, Данфермлін — пом. 3 липня 2001, Ліверпуль) — шотландський футболіст, що грав на позиції нападника, флангового півзахисника.
Виступав, зокрема, за клуб «Ліверпуль», а також національну збірну Шотландії.

## Клубна кар'єра
У дорослому футболі дебютував 1939 року виступами за команду клубу «Ліверпуль», кольори якої і захищав протягом усієї своєї кар'єри гравця, що тривала цілих двадцять три роки. Більшість часу, проведеного у складі «Ліверпуля», був основним гравцем команди. У складі «Ліверпуля» був одним з головних бомбардирів команди, маючи середню результативність на рівні 0,47 голу за гру першості.
Помер 3 липня 2001 року на 80-му році життя у місті Ліверпуль.

## Виступи за збірну
У 1942 році дебютував в офіційних матчах у складі національної збірної Шотландії. Протягом кар'єри у національній команді, яка тривала 14 років, провів у формі головної команди країни лише 28 матчів, забивши 6 голів.

## Титули і досягнення
- Чемпіон Англії (1):

«Ліверпуль»: 1946–1947